# Лопатов Андрій В'ячеславович
Лопатов Андрій В'ячеславович (12 березня 1957 — 16 лютого 2022) — радянський баскетболіст.
Бронзовий призер Олімпійських Ігор 1980 року.
Чемпіон світу 1982 року, срібний призер 1978, 1990 років.
Чемпіон Європи 1979, 1981, 1985 років, бронзовий призер 1983 року.
Срібний призер Юнацького чемпіонату Європи (U-18) 1976 року.